# Baleshwar (distrikt)
Bāleshwar är ett distrikt i Indien.   Det ligger i delstaten Odisha, i den östra delen av landet, 1 200 km sydost om huvudstaden New Delhi. Antalet invånare är 2 320 529. Arean är 3 634 kvadratkilometer. Bāleshwar gränsar till Mayūrbhanj.
Terrängen i Bāleshwar är varierad.
Följande samhällen finns i Bāleshwar:
- Balasore
- Remuna
- Soro
- Jaleshwar
- Nīlgiri